# Akademie der Wissenschaften von Lissabon

Siegel (1779) (mit der Aufschrift: Nisi utile est, quod facimus, stulta est gloria / etwa: Wenn das, was wir tun, nicht nützlich ist, wird der Ruhm töricht sein) - Academia scient Lusitana (Wissenschaftliche Akademie Lusitania)

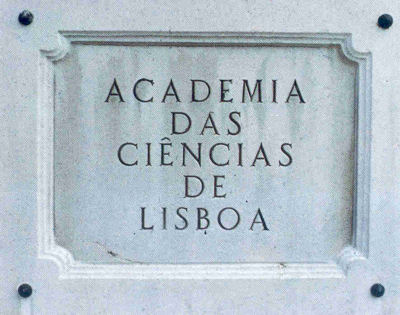
Academia das Ciências de Lisboa (Tafel an der Fassade der Akademie der Wissenschaften in Lissabon)

Die Akademie der Wissenschaften von Lissabon (portugiesisch Academia das Ciências de Lisboa) ist die höchste wissenschaftliche Einrichtung in Portugal, deren Hauptziel darin besteht, die wissenschaftliche Forschung zu fördern und die portugiesische Kultur zu verbreiten. Sie hat eine einzigartige Rolle in der wissenschaftlichen und technologischen Entwicklung Portugals gespielt.
José Luís Cardoso wurde im Dezember 2021 zu ihrem neuen Präsidenten gewählt (bis 2024).

## Geschichte

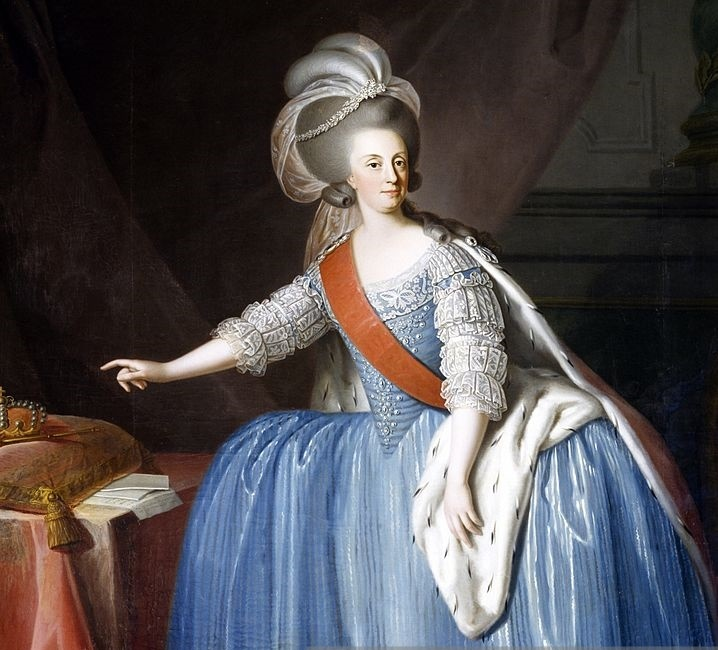
Porträt der Königin Maria I., in deren Regierungszeit die Academia Real das Ciências gegründet wurde

Die Akademie der Wissenschaften von Lissabon wurde am 24. Dezember 1779 unter der portugiesischen Königin Maria I. (1734–1816) gegründet. Zu den Hauptverantwortlichen und Vordenkern für die Verwirklichung dieses Projekts gehörten der 2. Herzog von Lafões, João Carlos de Bragança, der erste Präsident der Akademie, und Abt José Correia da Serra, der erste Generalsekretär. Ihre Kenntnisse über die Arbeitsweise ähnlicher europäischer Akademien und Gesellschaften waren für die Schaffung einer ähnlichen Einrichtung in Portugal von grundlegender Bedeutung. Wichtig war auch die Rolle von Domenico Vandelli, der an der Universität von Coimbra Naturwissenschaften lehrte, erwies sich als entscheidend für die Definition der Aufgabe der Akademie der Wissenschaften, die darin bestand, den Nutzen des von ihren Mitgliedern produzierten Wissens zu demonstrieren.
Die erste Sitzung fand am 16. Januar 1780 statt. Früher fungierte sie unter dem Namen Academia Real das Sciencias de Lisboa (Königliche Akademie der Wissenschaften von Lissabon), 1910 nahm sie ihren heutigen Namen an, d. h. der Namensbestandteil „Real“ verschwand mit der Gründung der Republik.
Die Akademie ist eine landesweite Einrichtung, die Beziehungen zu Akademien und wissenschaftlichen Gesellschaften in anderen Ländern unterhält. Sie ist Mitglied des European Academies Science Advisory Council (EASAC) und der All European Academies (ALLEA).

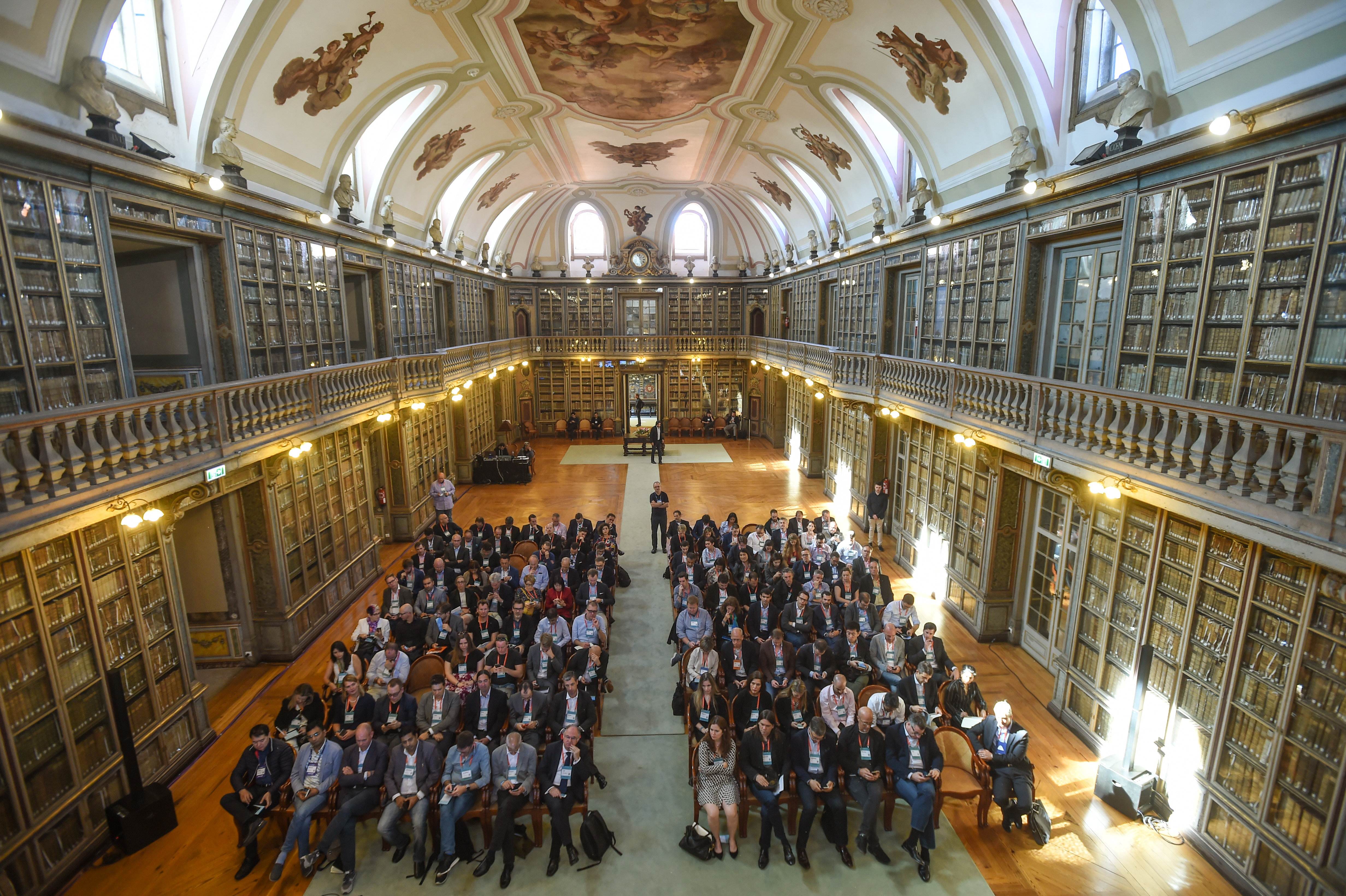
Bibliothek der Academia das Ciências de Lisboa

Sie entsprach den Bedürfnissen eines Landes, in dem in der Zeit der Aufklärung ein wachsender Bedarf an der Entwicklung von Wissen in den Wissenschaften, der Literatur und den Geisteswissenschaften herrschte.

Ihre Gründer betonten, dass 

„"... diese Akademie der Wissenschaften dem Ruhm und der Freude der Öffentlichkeit geweiht [ist], zur Förderung der nationalen Bildung, der Vervollkommnung der Wissenschaften und Künste und der Steigerung der Volksindustrie" (“… esta Academia das Ciências [é] consagrada à glória e felicidade pública, para adiantamento da instrução nacional, perfeição das ciências e das artes e aumento da indústria popular”).“

Ursprünglich bestand sie aus den Klassen der Naturwissenschaften, der Exakten Wissenschaften und der Schönen Künste (Classes de Ciências Naturais, Ciências Exatas e Belas-Letras), mit ordentlichen und korrespondierenden Mitgliedern sowie ausländischen Korrespondenten. Nach ihrer endgültigen Ansiedlung im Jahr 1833 im Kloster Convento de Nossa Senhora de Jesus  Ordem Terceira de S. Francisco (und nach der Bestätigung des Besitzes ihrer Räumlichkeiten nach der staatlichen Schließung der Klöster im Jahr 1834), formulierte die Akademie ihre Statuten neu (1851) und gliederte sich in zwei Klassen, die der Wissenschaften und der Literatur (Classes, de Ciências e de Letras), die bis heute bestehen.

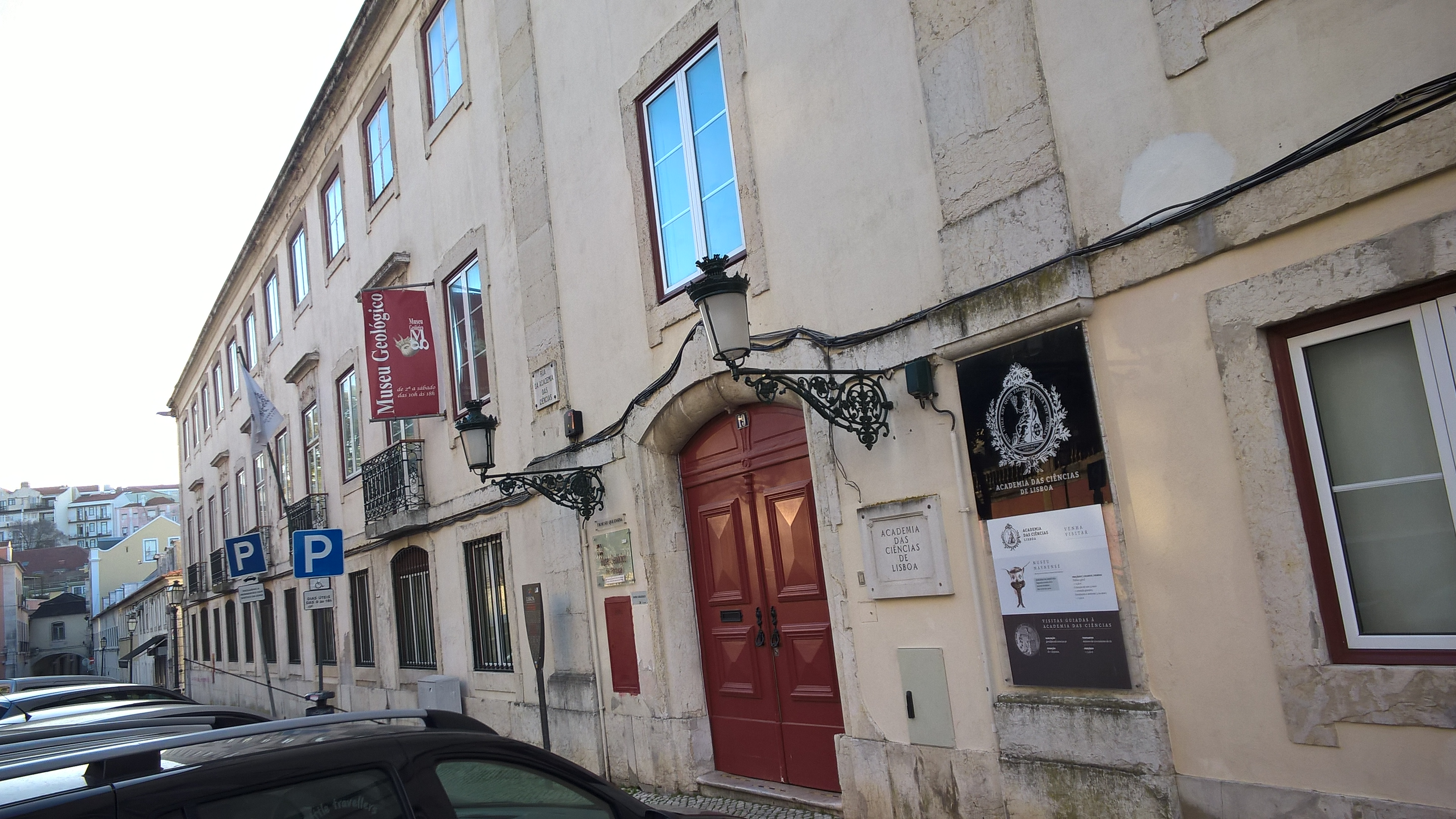
Eingang der Academia das Ciências de Lisboa in der gleichnamigen Straße in Lissabon

Die von ihr seit Beginn ihrer Tätigkeit herausgegebenen Sammlungen von Publikationen und Memórias zeugen von der Geschichte der Wissenschaft und Literatur in Portugal sowie von der Entwicklung des wissenschaftlichen und kulturellen Standes des Landes.
Erwähnenswert sind auch die Sammlung von Handschriften, Inkunabeln und alten Büchern (bis Anfang des 19. Jahrhunderts), die Archivsammlung, die fast 250 Jahre Wissenschaftsgeschichte abdeckt, die Wissenschaftler und Gelehrten, die ihr angehörten, sowie die Sammlung von Stücken und Gegenständen in ihrem Museum.
Die Bibliothek der Akademie hat einen Umfang von 360.000 Bänden.

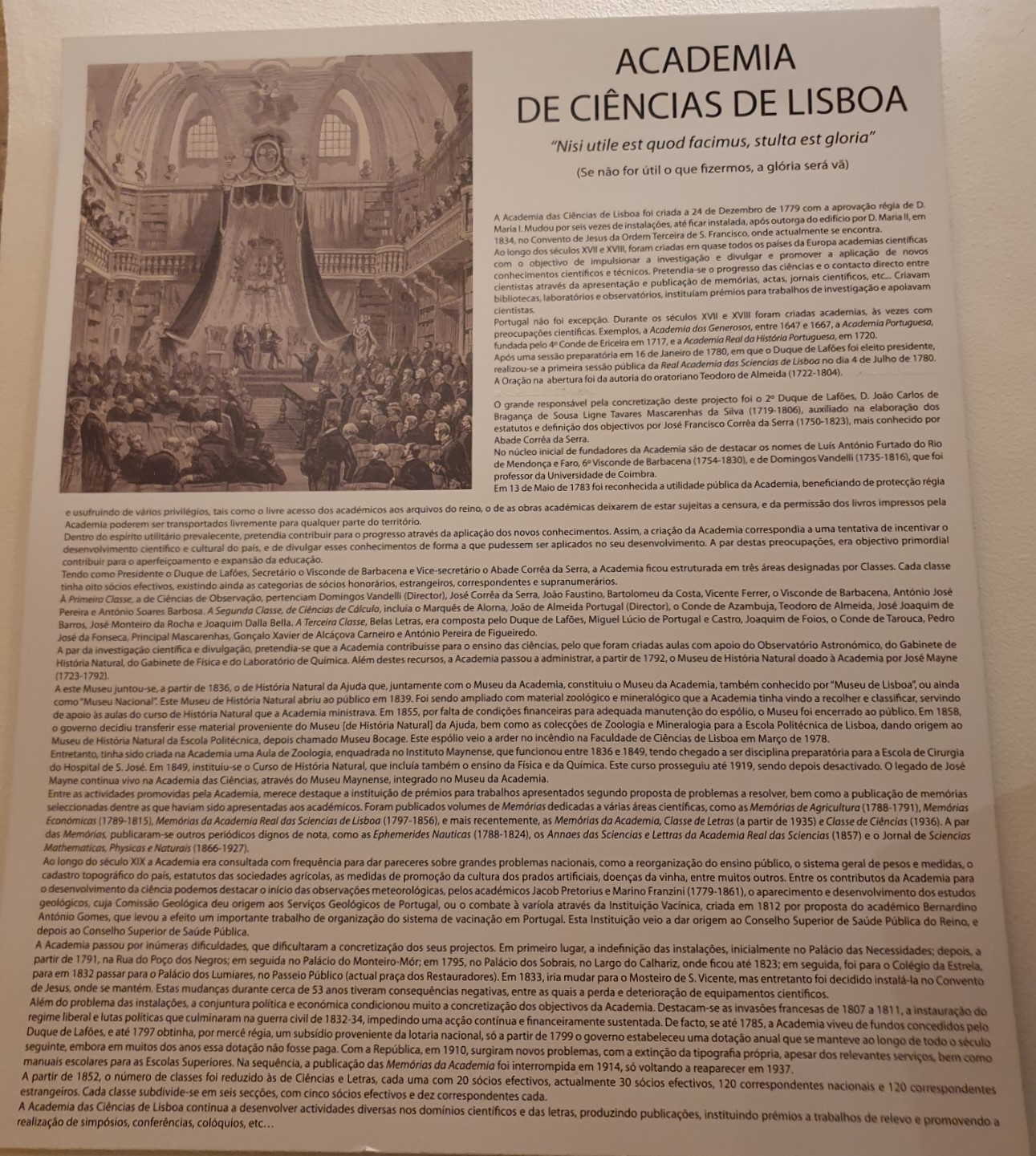
Tafel zur Geschichte der Academia das Ciências de Lisboa (portugiesisch)

Bis zum Ende des 19. Jahrhunderts unterhielt sie wichtige wissenschaftliche Lehrtätigkeiten und weitete ihre Berufung und Verantwortung für die Förderung von Wissen und Kompetenz aus. Und sie begrüßte die Gründung von Institutionen, die später autonom wurden, nämlich die Impfstoffanstalt (1811), die Geologische Kommission (1857) und der Höhere Studiengang für Literatur (1859).
Die Akademie der Wissenschaften von Lissabon nimmt einen wichtigen Platz im Wissenschafts- und Technologiesystem Portugals ein. Dem Autor José Silva (der sich mit der Königlichen Akademie der Wissenschaften von Lissabon der Jahre 1779–1834 beschäftigt) zufolge hat sie in der Geschichtsschreibung im Allgemeinen und in der Geschichte der Wissenschaften im Besonderen einen untergeordneten Platz eingenommen, manchmal sogar einen dekorativen, wenn nicht gar fehlenden.

## Publikationen (Auswahl)
- Memórias (zu verschiedenen Fachbereichen)
- Boletim
- Memórias de Literatura Portuguesa. Memórias de Litteratura Portugueza publicadas pela Academia Real das Sciencias de Lisboa. Lisboa: Na Officina da mesma Academia, 1792–1814. 8 Bände (Digitalisate)
- Memórias económicas
- Dicionário da Língua Portuguesa Contemporânea, publicado pela Academia das Ciências. Uma realização da Academia das Ciências de Lisboa e da Fundação Calouste Gulbenkian. 2 Bände (A–F; G–Z). Editorial Verbo. Lisboa. 2001.

### Beispiel:Dicionário da Língua Portuguesa Contemporânea
Das von der Akademie veröffentlichte Dicionário da Língua Portuguesa Contemporânea (Wörterbuch der portugiesischen Gegenwartssprache) erfasst den Wortschatz der portugiesischen Sprache im 19. und 20. Jahrhundert. Das Wörterbuch, das im Wesentlichen beschreibend ist, bildet einen Meilenstein in der portugiesischen Lexikographie und enthält Informationen über die Rechtschreibung, Phonetik und Etymologie von etwa 70.000 Einträgen und 33.000 sprachlich-literarischer Zitate verschiedener portugiesischsprachiger Autoren aus Portugal, Brasilien, Angola, Mosambik, Macau, Osttimor, Kap Verde, Guinea-Bissau und São Tomé und Príncipe.